# Scena Canterbury
Scena Canterbury (także brzmienie Canterbury) – dość nieprecyzyjny, ale praktyczny termin odnoszący się do muzyków i zespołów uprawiających rock progresywny, rock awangardowy i jazz w latach 60. i 70. XX wieku, wywodzących się częściowo z miasta Canterbury, w hrabstwie Kent w Anglii.

## Termin
Określenie scena Canterbury dotyczy muzyków i zespołów, w których ci muzycy grali.
Podobieństwa muzyczne nie były za bardzo oczywiste, np. grupa Soft Machine bardzo różniła się od grupy Caravan, a obie bardzo różniły się od Henry Cow. Można jednak także znaleźć kilka bardzo ogólnych wspólnych elementów. Są to:
- wykorzystywanie improwizacji (był to element łączący te zespoły z jazzem),
- raczej trudne do zrozumienia teksty,
- niektóre cechy psychodelii,
- dziwność, a nawet dziwaczność muzyki (czasami)[1].

Zespoły te wcale nie starały się być na siłę niekomercyjnymi; istotą ich muzyki było napięcie pomiędzy trzema elementami:
- skomplikowanymi harmoniami,
- długimi improwizacjami,
- pragnieniem napisania chwytliwej piosenki rockowej.

Chociaż określenie brzmienie Canterbury zdaje się sugerować jakieś jednolite, niezmienne brzmienie, to jednak zmieniało się ono nieustannie nawet w trakcie rozwoju danego zespołu. Np. Soft Machine zaczynał jako zespół rockowy z poczuciem humoru, stopniowo przeszedł w stronę awangardy, aby po odejściu Roberta Wyatta stać się zespołem właściwie jazzowym.
Termin scena Canterbury nie znajduje mocnego odniesienia do rzeczywistości i jest raczej zręcznym chwytem i wygodnym skrótem myślowym. Wielu muzyków wcale nie pochodziło z Canterbury (np. Robert Wyatt urodził się w Bristolu i w Canterbury chodził tylko do szkoły). Daevid Allen był Australijczykiem. Soft Machine, czołowy zespół sceny Canterbury powstał w Londynie, a Gong Daevida Allena we Francji. Dlatego najlepiej jest rozumieć ten termin nie w kategoriach określających miejsce pochodzenia muzyków, ale raczej jako skrótowe określenie sporej grupy muzyków i zespołów, których muzyka wykazywała pewne, dość luźne podobieństwa, a oprócz tego łączyły ich więzy personalne.
Jednak jeśli porównamy awangardowe nagrania z albumu Spaced zespołu Soft Machine, które zostały dokonane przy pomocy nowych technik (rozwijanych np. przez Terry’ego Rileya – manipulacje taśmami, pętle itp.) z albumem Space Shanty grupy Khan, który można zaliczyć do space rocka, to podobieństw stylistycznych nie będzie żadnych.
Hugh Hopper tak określił problem terminu: Legenda głosi, że Canterbury było wielką wylęgarnią muzyki, ale faktycznie nią nie było. To znaczy rzeczy naprawdę nie wydarzyły się aż ludzie opuścili Canterbury, aby pracować w Londynie lub gdziekolwiek, lub w Paryżu. Po prostu zdarzyło się, że około pół tuzina muzyków, którzy wyszli w pewnym momencie z Canterbury, założyło inne zespoły.

## Historia
Praktycznie prawie całą scenę Canterbury można objąć prześledziwszy trzy źródłowe czy też główne linie rozwoju.

### Pierwsza linia rozwoju
Początku ruchu trzeba szukać jeszcze w 1960 r., gdy Daevid Allen, Mike Ratledge i Robert Wyatt założyli zespół "The Daevid Allen Trio". Ta linia rozwoju prowadziła do grupy "The Wilde Flowers" powstałej w 1964 r. Ten zespół dał początek dwóm liniom rozwoju: linii grupy Soft Machine (powstałej w 1966) i linii grupy Caravan (powstałej w 1968).
- Linia Soft Machine dała takie zespoły jak: Gong (1968), "Just Us" (1969), "Kevin Ayers & the Whole World" (1970), "Matching Mole" (1971), "Second Vision" (1980), "The John Etheridge-Ric Sanders Group", itd.

- - Grupa Gong wyłoniła z siebie ponad piętnaście pokrewnych zespołów, m.in.: "Daevid Allen & Friends" (1971), "Paragong" (1973), "Daevid Allen & Eutherpe" (1976), "Vive Gong" (1977), "Planet Gong" (1978), "Mother Gong" (1978), "Pierre Moerlen's Gong" (1978), "New York Gong" (1979), "Invisible Opera Company of Tibet" (1987), "Gongmaison" (1989), "The Magick Brothers" (1989), "Shapeshifter Gong" (1991), "Goddess Trance" (1996), "Brainville" (1998), "University of Errors" (1998), "Gong Trio" (1999), "Gong Matrices" (1999) i "Acid Mothers Gong".

- - Kevin Ayers prowadził następujące zespoły: "Kevin Ayers & Archibald" (1972), "Kevin Ayers & Decadence" (1972), "Kevin Ayers & the Soporifics" (1974), "Kevin Ayers Band" (1976), "Sunshine", itd.

### Druga linia rozwoju
Druga główna linia rozwoju zaczęła się grupą Brunos Blues Band w 1966 r. Prowadziła ona przez grupy Delivery (powstałą w 1968) i D.C. & the M.B’s (Dyble, Coxhill & the Miller Brothers – 1971) do zespołu Matching Mole.

### Trzecia linia rozwoju
Trzecią grupą źródłową był zespół Uriel (powstały pod koniec 1967). Linia rozwojowa biegła do takich zespołów jak Egg (powstały w 1968), Arzachel i Khan (powstały w 1971).
Dość charakterystyczną cechą sceny kanterberyjskiej było to, że w większości tych zespołów grali właściwie ci sami muzycy w najróżniejszych układach. Przyczyną tego było to, że – w przeciwieństwie do Stanów Zjednoczonych – Anglia była stosunkowo małym krajem, a w dodatku ruch związany był głównie z Londynem, co jeszcze zbliżało wszystkie te grupy do siebie. Wszyscy ci muzycy znali się osobiście i jeśli któryś z nich pragnął grać coś brzmiącego inaczej, przechodził do innej grupy albo zakładał nową.
W grupie Matching Mole spotkali się muzycy pierwszej i drugiej linii rozwojowej. Ta formacja dała początek grupie Hatfield and the North (1972). Z tej z kolei wyłonił się zespół National Health (1975). Muzycy z tej grupy grali w różnych cudzych lub założonych przez siebie zespołach: Bruford (1977), Soft Heap (1978), Soft Head (1978), Rapid Eye Movement (1980), In Cahoots (1982), Pip Pyle's Equipe Out (1988), Short Wave (1991) itd.
Są również muzycy i zespoły spoza tych trzech linii rozwojowych, a jednak są zaliczani do sceny Canterbury, głównie dzięki koneksjom personalnym, ale i zbliżonemu brzmieniu. Mike Oldfield grał w zespole Kevin Ayers and the Whole World oraz na solowych płytach Roberta Wyatta. W premierowym wykonaniu jego Dzwonów rurowych wzięli udział muzycy Soft Machine i Henry Cow. Robert Wyatt koncertował w 1975 r. z Henry Cow, a Fred Frith (mulitinstrumentalista z Henry Cow) grał na jego albumach. Bill Bruford grał w National Health i Gong. Allan Holdsworth grał w Soft Machine, Gong i Bruford. Andy Summers grał w Soft Machine i z Kevinem Ayersem.
Takich związków personalnych było więcej i sięgały one nieraz dość daleko, jak np. do Syda Barretta czy Nicka Masona z zespołu Pink Floyd oraz do 21st Century Schizoid Band i grup japońskiego perkusisty Stomu Yamashty.
Jedną z charakterystycznych cech muzyków tej sceny była ich lewicowość. Z reguły pochodzili oni ze średniej warstwy angielskiego społeczeństwa. Studiowali na najlepszych brytyjskich uniwersytetach, czasem na kilku fakultetach. Byli młodymi intelektualistami, a cechą młodych intelektualistów w latach 60. była lewicowość. Za najbardziej lewicową uchodziła grupa Henry Cow. Najdalej prawdopodobnie poszedł Robert Wyatt, który wstąpił do Komunistycznej Partii Wielkiej Brytanii.
Muzyka sceny kanterberyjskiej rozwijała się do połowy lat 70. XX wieku. Na skutek inwazji punkrocka, który radykalnie uprościł muzykę, pragnąc wyrazić ducha nowego pokolenia przy pomocy trzech akordów, muzyka progresywna zaczęła tracić słuchaczy. Dołączyły do tego firmy nagraniowe, które po prostu przestały nagrywać grupy progresywne. Nawet firma Virgin Records, która powstała tylko i wyłącznie w celu propagowania tej muzyki, wycofała się ze wszystkich swoich projektów związanych z tymi zespołami i na przykład grupa Henry Cow zaczęła nagrywać płyty na swój własny rachunek. W końcu perkusista tego zespołu Chris Cutler założył firmę nagraniową "Recommended Records" (RēR), aby umożliwić przetrwanie tego typu muzyki. Temu samemu służyła także organizacja Rock in Opposition założona przez zespół Henry Cow.
W 2000 r. powstał "Canterbury Sound Festival" poświęcony głównie muzyce progresywnej z kręgu sceny kanterberyjskiej.

## Zespoły i muzycy
- Daevid Allen – Australia
- Arzachel – Wielka Brytania
- Kevin Ayers – Wielka Brytania
- Roy Babbington – Wielka Brytania
- Brainville – Wielka Brytania
- Bruford – Wielka Brytania
- Camel – Wielka Brytania
- Mont Campbell – Wielka Brytania
- Caravan – Wielka Brytania
- Caravan of Dreams – Wielka Brytania
- Clear Frame – Wielka Brytania
- Comus – Wielka Brytania
- Cos – Belgia
- Richard Coughlan – Wielka Brytania
- Lol Coxhill – Wielka Brytania
- Elton Dean – Wielka Brytania
- Delivery – Wielka Brytania
- Egg – Wielka Brytania
- John Etheridge – Wielka Brytania
- Michael Giles – Wielka Brytania
- Gilgamesh – Wielka Brytania
- Gong – Francja, grupa wielonarodowościowa
- Alan Gowen – Wielka Brytania
- Gowen, Miller, Sinclair, Tomkins – Wielka Brytania
- John Greaves – Wielka Brytania
- Nicholas Greenwood – Wielka Brytania
- Gringo – Wielka Brytania
- Jimmy Hastings – Wielka Brytania
- Pye Hastings – Wielka Brytania
- Hatfield and the North – Wielka Brytania
- Henry Cow – Wielka Brytania
- Steve Hillage – Wielka Brytania
- Allan Holdsworth – Wielka Brytania
- Brian Hopper – Wielka Brytania
- Hugh Hopper – Wielka Brytania
- In Cahoots – Wielka Brytania
- Karl Jenkins – Wielka Brytania
- Khan – Wielka Brytania
- The Lodge – Wielka Brytania
- Bill McCormick – Wielka Brytania
- Dave McRae – Wielka Brytania
- John Marshall – Wielka Brytania
- Matching Mole – Wielka Brytania
- Phil Miller – Wielka Brytania
- Steve Miller – Wielka Brytania
- Moving Gelatine Plates – Francja
- Mr. Sirius – Japonia
- The Muffins – USA
- Neal Murray – Wielka Brytania
- National Health – Wielka Brytania
- Mike Oldfield – Wielka Brytania
- Pantheon – Holandia
- Amanda Parsons – Wielka Brytania
- Pazop – Belgia
- John G. Perry – Wielka Brytania
- Picchio Dal Pozzo – Włochy
- Pip Pyle's Equipe Out – Wielka Brytania
- Pyle, Iung, Greaves – Wielka Brytania
- Pip Pyle – Wielka Brytania
- Quantum Jump – Wielka Brytania
- Quiet Sun – Wielka Brytania
- Mike Ratledge – Wielka Brytania
- Second Vision – Wielka Brytania
- Jan Shelhaas – Wielka Brytania
- Short Wave – Wielka Brytania
- David Sinclair – Wielka Brytania
- Richard Sinclair – Wielka Brytania
- Gilli Smyth
- Soft Head – Wielka Brytania
- Soft Heap – Wielka Brytania
- Soft Machine Legacy – Wielka Brytania
- Soft Machine – Wielka Brytania
- Soft Mountain – grupa wielonarodowościowa
- Soft Works – Wielka Brytania
- Dave Stewart – Wielka Brytania
- Spirogyra – Wielka Brytania
- Supersister – Holandia
- Tortilla Flat – Niemcy
- Travelling – Francja
- Volare – USA
- The Wilde Flowers – Wielka Brytania
- Robert Wyatt – Wielka Brytania
- Zyma – Niemcy

## Firmy nagraniowe
- Cuneiform Records
- Harvest Records (filia EMI)
- Recommended Records
- Vertigo Records
- Virgin Records
  - Caroline Records
- Voiceprint
  - Blueprint